# PwC
PricewaterhouseCoopers eller blot PwC er en af verdens største revisions- og konsulentvirksomheder med over 236.200 ansatte og aktiviteter i 157 lande. I 2017-18 omsatte virksomheden globalt for 41,3 mia. amerikanske dollar, mens omsætningen i Danmark var på 2,6 mia. danske kroner.
Virksomheden blev dannet i 1998 ved en fusion af de London-baserede virksomheder Price Waterhouse (etableret 1849) og Coopers & Lybrand (etableret 1854). I USA er PwC den tredje største privatejede virksomhed i landet. Den er en af "Big Four"-revisionsselskaberne sammen med KPMG, Ernst & Young og Deloitte.
PwC har været på det danske marked siden 1948 og driver i dag 16 lokale kontorer med 2.219 ansatte. Det danske hovedkontor er beliggende på Strandvejen i Hellerup. PwC er på det danske marked næststørst, kun overgået af Deloitte i omsætning.